# Montbolo
Montbolo (katalanisch Montboló) ist eine französische Gemeinde mit 179 Einwohnern (Stand 1. Januar 2022) im Département Pyrénées-Orientales in der Region Okzitanien. Sie gehört zum Arrondissement Céret und zum Kanton Le Canigou.

## Nachbargemeinden
Nachbargemeinden von Montbolo sind Saint-Marsal im Norden, Taillet im Nordosten, Reynès im Osten, Amélie-les-Bains-Palalda im Südosten, Arles-sur-Tech im Süden, Corsavy im Westen und Taulis im Nordwesten.

## Bevölkerungsentwicklung
| Jahr      | 1962 | 1968 | 1975 | 1982 | 1990 | 1999 | 2013 |
| Einwohner | 139  | 124  | 92   | 105  | 133  | 145  | 182  |

## Sehenswürdigkeiten
- romanische Kirche Saint-André
- Dolmen Caixa von Rotllan